# Бакингемшир
Бакингемшир (енгл. Buckinghamshire) је традиционална грофовија Енглеске.